# Donald Duck (serie cinematográfica)
Donald Duck (traducido como "Pato Donald" en español) es una serie de cortometrajes animados de comedia producidos por Walt Disney Productions. La serie comenzó en 1937 con Donald's Ostrich (aunque dos cortometrajes anteriores, Don Donald y Modern Inventions, ambos de 1937, luego se relanzaron bajo esta serie) y terminó en 1961 con The Litterbug, mientras que un cortometraje adicional, D.I.Y. Duck, fue lanzado en 2024.
La serie está protagonizada por el personaje titular, el Pato Donald, además de tener apariciones recurrentes de personajes previamente conocidos como Pluto y Pete, y también introdujo personajes que se volvieron bien conocidos como los sobrinos de Donald, Huey, Dewey y Louie (anteriormente presentados en cómics), y el interés amoroso de Donald, la Pata Daisy, así como los rivales recurrentes de Donald, Chip y Dale, bajo sus nombres (previamente apareciendo sin nombres en los cortos Private Pluto y Squatter's Rights).
Es una serie derivada de la serie de cortometrajes Mickey Mouse, mientras que Donald Duck también cuenta a su vez con su propia serie derivada, Donald & Goofy, protagonizada por el Pato Donald y Goofy.

## Producción
Tras su debut el cortometraje The Wise Little Hen de la serie Silly Symphony, el Pato Donald se convirtió en un personaje recurrente en los cortometrajes de la serie Mickey Mouse. Debido a su popularidad, Donald comenzó a protagonizar su propia serie de cortometrajes, comenzando por Donald's Ostrich el 10 de diciembre de 1937. Dos cortometrajes previos originalmente pertenecientes a la serie Mickey Mouse, Don Donald (1937) e Inventos Modernos (1937), fueron posteriormente relanzados como cortometrajes de la serie Donald Duck. Similar a la serie Mickey Mouse, los cortometrajes de Donald Duck comienzan con un primer plano del rostro de Donald con un estallido estelar tras él, seguido por el título "A Walt Disney Donald Duck". Los cortometrajes de Donald con temática de la Segunda Guerra Mundial lanzados durante la década de 1940, en los cuales se muestra a Donald alistado en el ejército, cuentan con una variante del rostro de Donald con su sombrero de marinero cambiado por su gorro de soldado. Otros cortometrajes de Walt Disney Productions protagonizados por Donald fuera de la serie Donald Duck, como How to Have an Accident at Work (1959) – lanzado como A Walt Disney Cartoon – y algunas películas educativas de la década de 1960, también incluyen la imagen de Donald con el estallido estelar en la introducción. En los cortometrajes filmados en Cinemascope, también la introducción cambia a una con Donald alumbrando con una linterna la imagen con su cara y después el texto de la introducción.
La serie tuvo lanzamientos anuales desde 1937 hasta 1956, después teniendo un hiato hasta el estreno en 1961 de The Litterbug, que al contrario de los otros, fue presentado sin el estallido estelar con la cara de Donald y bajo el título "Walt Disney presents Donald Duck". En 2024, debido al 90.º aniversario del Pato Donald, fue lanzado un corto adicional, D.I.Y. Duck.
Mientras Don Donald e Inventos Modernos fueron distribuidos bajo United Artist, desde Donald's Ostrich en adelante fueron distribuidos por RKO Radio Pictures, con la excepción de Grand Canyonscope (1954) y The Litterbug, distribuidos bajo Buena Vista Distribution, la cual distribuyó gran parte de los demás cortometrajes en relanzamientos, y D.I.Y. Duck, distribuido por su estudio de producción Walt Disney Animation Studios.
Los cortometrajes fueron dirigidos por 12 personas diferentes. Aquellos con más créditos siendo Jack King (53) y Jack Hannah (48).

## Lista de películas
La siguiente es una lista de los cortometrajes de Donald Duck. Los títulos se muestran en su versión original en inglés, mostrándose en paréntesis el título en español para España (marcado con "[ES]") o para Hispanoamérica (marcado con "[HA]"), o el título usado para ambos territorios.
Esta lista no incluye cortos de otras series en los que aparece el Pato Donald, como los de la serie Mickey Mouse, la serie Donald & Goofy, o cortometrajes que no se presentan como parte de una serie específica, ni cortos del Pato Donald hechos como parte de los episodios de la serie Mickey Mouse Works.

### 1937
| # | Título                                   | Director       | Estreno                 |
| --- | ---------------------------------------- | -------------- | ----------------------- |
| 1 | Don Donald                               | Ben Sharpsteen | 9 de enero de 1937      |
| Don Donald cabalga en su burro para visitar a Donna (prototipo de la Pata Daisy), la cual le rechaza tras los problemas causados por el burro, por lo que Donald decide reemplazarlo por un automóvil. Otras apariciones: Donna Duck, Jenny la Burra Notas: Originalmente lanzado como parte de la serie Mickey Mouse, posteriormente relanzado como cortometraje de Donald Duck en su introducción.                                                                  |                                          |                |                         |
| 2 | Modern Inventions (Inventos Modernos)    | Jack King      | 29 de mayo de 1937      |
| Donald visita "El Museo de las Maravillas Modernas", donde descubre todo tipo de inventos, con los cuales termina teniendo varios problemas. Notas: Originalmente lanzado como parte de la serie Mickey Mouse, posteriormente relanzado como cortometraje de Donald Duck en su introducción. |                                          |                |                         |
| 3 | Donald's Ostrich (El avestruz de Donald) | Jack King      | 10 de diciembre de 1937 |
| Donald es el encargado del equipaje en una estación de tren. Parte del último cargamento es un avestruz que se come todo lo que está a la vista, sea comida o no. Otras apariciones: Hortensia la Avestruz Notas: Primer cortometraje lanzado oficialmente como parte de la serie Donald Duck, contando por primera vez con la introducción bajo el título de la serie; a pesar de ello, fue promocionado como un cortometraje de Mickey Mouse en pósteres oficiales. |                                          |                |                         |

### 1938
| # | Título                                                              | Director  | Estreno                |
| --- | ------------------------------------------------------------------- | --------- | ---------------------- |
| 4 | Self Control (Autocontrol)                                          | Jack King | 11 de febrero de 1938  |
| Donald escucha en la radio el consejo de un filósofo, Tío Smiley, de que cada vez que se enfade debe reírse y contar diez. Aunque inicialmente lo intenta con éxito, cuando intenta relajarse en una hamaca varios animales perturban su tranquilidad. Otras apariciones: Tío Smiley (voz), oruga, gallina, pájaro carpintero                                                                                |                                                                     |           |                        |
| 5 | Donald's Better Self (Lo mejor de Donald)                           | Jack King | 11 de marzo de 1938    |
| Cuando Donald se prepara para ir a la escuela, se debate entre su lado angelical, quien le intenta convencer de que haga lo correcto, y su lado diabólico, quien le intenta convencer de que haga novillos. Otras apariciones: Ángel de Donald, Diablo de Donald |                                                                     |           |                        |
| 6 | Donald's Nephews (Los sobrinos de Donald)                           | Jack King | 15 de abril de 1938    |
| La hermana de Donald envía a sus tres hijos, Huey, Dewey y Louie (Hugo Paco y Luis [HA]/Juanito, Jaimito y Jorgito [ES]), a visitar a su tío Donald. Los niños resultan ser bastante traviesos, y a Donald le cuesta controlarlos, incluso con la ayuda de su libro sobre la crianza de los niños. Otras apariciones: Huey, Dewey y Louie (debut de los personajes en animación), Dumbella Pato (mencionada) |                                                                     |           |                        |
| 7 | Good Scouts (Buenos exploradores)                                   | Jack King | 8 de julio de 1938     |
| Donald es el jefe de exploradores de sus sobrinos en una acampada, pero su falta de capacidad de liderazgo hace que los niños tengan que ayudarle a salir de un apuro tras otro. Otras apariciones: Huey, Dewey y Louie |                                                                     |           |                        |
| 8 | Donald's Golf Game (Donald juega al golf o La partida de golf [ES]) | Jack King | 4 de noviembre de 1938 |
| Donald va a jugar al golf, con sus sobrinos acompañándole para ayudarle, terminado haciendo lo contrario, pues entre su ruido y sus bromas pesadas, Donald no se divierte ni tiene mucho éxito con su juego. Otras apariciones: Huey, Dewey y Louie |                                                                     |           |                        |

### 1939
| # | Título                                          | Director       | Estreno                 |
| --- | ----------------------------------------------- | -------------- | ----------------------- |
| 9 | Donald's Lucky Day (El día de suerte de Donald) | Jack King      | 13 de enero de 1939     |
| Donald, quien trabaja como repartidor, es contratado para entregar un misterioso paquete en un viernes 13. Un molesto gato negro, y el hecho de que el paquete contenga una bomba a contrarreloj, se lo impiden. Otras apariciones: Líder gánster (silueta), compinche gánster (silueta) |                                                 |                |                         |
| 10 | The Hockey Champ (Campeón de hockey)            | Jack King      | 28 de abril de 1939     |
| Donald muestra a sus sobrinos los movimientos que le hicieron ganar su trofeo de hockey. Los compiten contra él para intentar arrebatarle el título de campeón de hockey. Otras apariciones: Huey, Dewey y Louie |                                                 |                |                         |
| 11 | Donald's Cousin Gus (El primo Gus)              | Jack King      | 19 de mayo de 1939      |
| El primo de Donald, Gus, llega inesperadamente de visita. Gus resulta ser un gran glotón, y no tarda en comerse de cabo a rabo lo que encuentra en la casa Donald. Otras apariciones: Gus Goose (debut del personaje en animación) |                                                 |                |                         |
| 12 | Beach Picnic (Pícnic en la playa)               | Clyde Geronimi | 9 de junio de 1939      |
| Donald está en la playa e intenta montar en un caballo de goma hinchable. Se da cuenta de que Pluto está en la orilla y decide divertirse enviando el caballo hinchable hacia Pluto para asustarle. Después, Donald tiene problemas cuando las hormigas intentan arrebatarle la comida de su pícnic, por lo que coloca papel atrapamoscas, pero mientras Pluto persigue a una de ellas, es el perro quien termina atrapado, y posteriormente Donald. Otras apariciones: Pluto, hormigas |                                                 |                |                         |
| 13 | Sea Scouts (Exploradores marinos)               | Dick Lundy     | 30 de junio de 1939     |
| Donald dirige un viaje marítimo con sus sobrinos, en el que se encuentran con un feroz tiburón. Otras apariciones: Huey, Dewey y Louie, tiburón Notas: Nominada para Óscar al mejor cortometraje animado |                                                 |                |                         |
| 14 | Donald's Penguin (El pingüino de Donald)        | Jack King      | 11 de agosto de 1939    |
| El almirante Byrd envía a Donald un pingüino desde el Polo Sur. Otras apariciones: Tootsie el Pingüino |                                                 |                |                         |
| 15 | The Autograph Hound (Buscador de autógrafo)     | Jack King      | 1 de septiembre de 1939 |
| Donald intenta conseguir autógrafos de celebridades en un estudio de Hollywood. A pesar del guardia de seguridad, se las arregla para conseguir las firmas de estrellas como Greta Garbo, Mickey Rooney, Sonja Henie, los Ritz Brothers o Shirley Temple. Otras apariciones: Guardia de Seguridad, versiones animadas de varias celebridades |                                                 |                |                         |
| 16 | Officer Duck (Agente Donald)                    | Clyde Geronimi | 10 de octubre de 1939   |
| El agente Donald es asignado para arrestar a un delincuente llamado Tiny Tom (Pete [Pedro [HA]]). Donald asume por el nombre que será un renacuajo, pero cuando llega al escondite de Tom, descubre que es en realidad un tipo corpulento. Con tal de cumplir su misión, Donald se hace pasar por un bebé para poder infiltrarse en la casa del criminal. Otras apariciones: Pete (como "Tiny Tom")                                                                                     |                                                 |                |                         |

### 1940
| # | Título                                                   | Director      | Estreno                  |
| --- | -------------------------------------------------------- | ------------- | ------------------------ |
| 17 | The Riveter (El remachador)                              | Dick Lundy    | 15 de marzo de 1940      |
| El capataz de la construcción, Pete, acaba de despedir a su remachador. Donald se presenta y acepta el trabajo, a pesar de su falta de experiencia y de su miedo inicial a las alturas, y lo estropea todo. Otras apariciones: Pete; cameo de Peter Pig                                                         |                                                          |               |                          |
| 18 | Donald's Dog Laundry (La lavandería de perros de Donald) | Jack King     | 5 de abril de 1940       |
| Donald intenta convencer a Pluto para que pruebe su lavandería automática de perros, pero inesperadamente es atrapado él mismo, siendo lavado y colgado en el tendedero para que se seque. Otras apariciones: Pluto                                                                                             |                                                          |               |                          |
| 19 | Mr. Duck Steps Out (El amor es cosa de dos)              | Jack King     | 7 de junio de 1940       |
| Donald visita la casa de Daisy para una cita. Donald trata de cortejarla y pasar tiempo a solas con ella, pero continuamente es interrumpido por sus sobrinos, que siguieron a su tío y compiten con él por la atención de Daisy. Otras apariciones: Huey, Dewey y Louie, Pata Daisy (debut del personaje)      |                                                          |               |                          |
| 20 | Put-Put Troubles (Problemas de motor)                    | Riley Thomson | 19 de julio de 1940      |
| Donald y Pluto salen a navegar, pero el día no termina tan bien como esperaban. Otras apariciones: Pluto |                                                          |               |                          |
| 21 | Donald's Vacation (Vacaciones de Donald)                 | Jack King     | 9 de agosto de 1940      |
| Donald hace un viaje en kayak, y cuando llega a su campamento, se pelea con su silla plegable hasta que duerme en ella. Mientras tanto, las ardillas del bosque, atraídas por sus graznidos, se escapan con su comida. Posteriormente, tiene problemas con un oso pardo. Otras apariciones: Ardillas, oso pardo |                                                          |               |                          |
| 22 | Window Cleaners (Limpiadores de ventanas)                | Jack King     | 20 de septiembre de 1940 |
| Donald, junto a Pluto como su asistente, está limpiando ventanas en un rascacielos. Cuando las cosas finalmente van bien, Donald comete el error de atormentar a una abeja. Otras apariciones: Pluto, Spike la Abeja (debut del personaje como prototipo)                                                       |                                                          |               |                          |
| 23 | Fire Chief (Jefe de bomberos)                            | Jack King     | 13 de diciembre de 1940  |
| Donald y sus sobrinos son el personal de una estación de bomberos. Los niños, molestos por los ronquidos de su tío, hacen sonar la alarma de incendios. Pronto, su torpeza prende fuego a la propia estación. Otras apariciones: Huey, Dewey y Louie                                                            |                                                          |               |                          |

### 1941
| # | Título                                                                                       | Director        | Estreno                  |
| --- | -------------------------------------------------------------------------------------------- | --------------- | ------------------------ |
| 24 | Timber (Árbol va)                                                                            | Jack King       | 10 de enero de 1941      |
| Donald trata de robar la cena de la mesa del leñador Pete. Tras atrapale, Pete pone a Donald a trabajar cortando árboles. Otras apariciones: Pete |                                                                                              |                 |                          |
| 25 | Golden Eggs (Huevos de oro)                                                                  | Wilfred Jackson | 7 de marzo de 1941       |
| Tras leer en el periódico que los huevos están subiendo mucho de valor y su precio se dispara, Donald se da cuenta de que si tuviera algunos huevos podría ser muy rico, por lo que entra en un gallinero cercano para coger los huevos de las gallinas, pero tiene problemas con el gallo que vigila el lugar. Otras apariciones: Gallo, Gallinas |                                                                                              |                 |                          |
| 26 | A Good Time for a Dime (Disfrutar por una moneda)                                            | Dick Lundy      | 9 de mayo de 1941        |
| En un salón de juegos de un centavo, Donald se entretiene con varios aparatos, como un mutoscopio, una máquina de garra, y un avión que funciona con monedas. Otras apariciones: Pata Daisy |                                                                                              |                 |                          |
| 27 | Early to Bed (Problemas de sueño)                                                            | Jack King       | 11 de julio de 1941      |
| Donald pasa la noche sin poder dormir debido al sonido de las manecillas del despertador, y a que su cama plegable no deja de atraparle cuando se pliega. |                                                                                              |                 |                          |
| 28 | Truant Officer Donald (Donald, oficial de disciplina [HA] / Donald agente antinovillos [ES]) | Jack King       | 1 de agosto de 1941      |
| Patrullando como oficial que pilla a niños haciendo novillos, Donald pilla a sus sobrinos nadando en un día de colegio. Donald cree que ha hecho una captura fácil, pero los niños son mucho más ingeniosos que él. Otras apariciones: Huey, Dewey y Louie Notas: Nominada para Óscar al mejor cortometraje animado                                |                                                                                              |                 |                          |
| 29 | Old MacDonald Duck (La granja de Donald [HA] / El viejo MacDonald [ES])                      | Jack King       | 12 de septiembre de 1941 |
| Donald tiene una granja en la que da de comer a los animales mientras canta "El viejo MacDonald tenía una granja". Otras apariciones: Animales de la granja |                                                                                              |                 |                          |
| 30 | Donald's Camera (La cámara de Donald)                                                        | Dick Lundy      | 24 de octubre de 1941    |
| Donald decide usar su cámara para fotografiar algo de vida salvaje. Se encuentra con varios animales, incluido un molesto pájaro carpintero, que rápidamente lo atormentan y dificultan sus esfuerzos por fotografiarlos. Otras apariciones: Animales del bosque                                                                                   |                                                                                              |                 |                          |
| 31 | Chef Donald (Donald chef [HA])                                                               | Jack King       | 5 de diciembre de 1941   |
| Donald está escuchando en la radio el programa de cocina de Old Mother Mallard (Mamá Mallard [HA]/Mamá Pato [ES]) mientras prepara una tanda de gofres, pero se distrae y utiliza pegamento en lugar de levadura. Otras apariciones: Old Mother Mallard (voz)                                                                                      |                                                                                              |                 |                          |

### 1942
| # | Título                                                                       | Director                       | Estreno                  |
| --- | ---------------------------------------------------------------------------- | ------------------------------ | ------------------------ |
| 32 | The Village Smithy (El herrero del pueblo)                                   | Dick Lundy                     | 16 de enero de 1942      |
| Donald está trabajando como herrero arreglando una nueva llanta de hierro a la rueda de un carro, la cual no cesa de tener una abolladura, y posteriormente debe ponerle una herradura a la burra Jenny, la cual se niega a que se la coloque. Otras apariciones: Jenny la Burra |                                                                              |                                |                          |
| 33 | The New Spirit                                                               | Wilfred Jackson Ben Sharpsteen | 23 de enero de 1942      |
| Documental animado que promueve la presentación y el pago oportunos de los impuestos federales sobre la renta, con la demostración de las dificultades del Pato Donald con su declaración de impuestos. Notas: Nominada para Óscar a mejor película documental. Película de propaganda de la Segunda Guerra Mundial, siendo la segunda como tal protagonizada por Donald después de Donald's Decision, y la primera dentro de la serie Donald Duck. |                                                                              |                                |                          |
| 34 | Donald's Snow Fight (Pelea de nieve [HA] / La pelea de nieve de Donald [ES]) | Jack King                      | 10 de abril de 1942      |
| En un día de nieve, Donald sale entusiasmado para jugar con ella. Tras encontrar a sus sobrinos disfrutando de la nieve, Donald comienza una pelea de bolas de nieve con ellos. Otras apariciones: Huey, Dewey y Louie |                                                                              |                                |                          |
| 35 | Donald Gets Drafted (Donald se alista en el ejército)                        | Jack King                      | 1 de mayo de 1942        |
| Lleno de entusiasmo, Donald informa a su junta de reclutamiento local después de recibir un aviso de reclutamiento. Después de llegar, Donald expresa su deseo de unirse a las Fuerzas Aéreas del Ejército, y el oficial de recepción dirige a Donald a una habitación donde se someterá a un examen físico. Durante el entrenamiento básico, el sargento de instrucción (Pete) hace marchar a la unidad de Donald por el campo. Otras apariciones: Pete, Agente de reclutamiento, Equipo de médicos Notas: Tercer cortometraje protagonizado por Donald con temática de la Segunda Guerra Mundial, y el primero de la serie "Donald en el Ejército" ("Donald in the Army").                |                                                                              |                                |                          |
| 36 | Donald's Garden (El jardín de Donald)                                        | Jack King                      | 12 de junio de 1942      |
| Donald tiene un jardín lleno de melones ganadores de premios, y un topo hambriento aparece, provocando una batalla entre ellos. Otras apariciones: Topo |                                                                              |                                |                          |
| 37 | Donald's Gold Mine (La mina de oro de Donald)                                | Jack King                      | 24 de julio de 1942      |
| Donald está excavando en su mina de oro, con torpeza para ello, para gran diversión de su burro. Otras apariciones: Jenny la Burra |                                                                              |                                |                          |
| 38 | The Vanishing Private (El soldado invisible)                                 | Jack King                      | 25 de septiembre de 1942 |
| El soldado Donald se mete en problemas cuando cumple demasiado bien con su deber de pintar camuflajes con pintura experimental que hace que todo lo pintado sea invisible. Al utilizarla sobre un cañón, provoca que el Sargento Pete se enfurezca al no poder verlo. Tras ello la utiliza sobre sí mismo, y huye del sargento Pete, quien tiene dificultades para encontrarle. La persecución de un "pequeñajo invisible" termina provocando que el General piense que su sargento se ha vuelto loco. Otras apariciones: Pete, El General Notas: Cuarto cortometraje protagonizado por Donald con temática de la Segunda Guerra Mundial, y el segundo de la serie "Donald en el Ejército". |                                                                              |                                |                          |
| 39 | Sky Trooper (Fuerzas aéreas)                                                 | Jack King                      | 6 de noviembre de 1942   |
| Después de que el sargento Pete le someta a unas pruebas, el soldado Donald finalmente tiene la oportunidad de volar en las Fuerzas Aéreas, solo para descubrir que está menos entusiasmado con la realidad, pues termina teniendo miedo de lanzarse en paracaídas. Otras apariciones: Pete Notas: Quinto cortometraje protagonizado por Donald con temática de la Segunda Guerra Mundial, y el tercero de la serie "Donald en el Ejército". |                                                                              |                                |                          |
| 40 | Bellboy Donald (Donald, botones del Gran Hotel o Donald, el botones [ES])    | Jack King                      | 18 de diciembre de 1942  |
| Donald trabaja como botones en un hotel, donde el gerente le amenaza con despedirle si no cuida su mal genio. Algo con lo que tiene dificultas después de que Pete y su hijo lleguen al hotel, pues el niño no para de causar problemas a Donald, quien cada vez tiene menos paciencia con él. Otras apariciones: Pete, Pete Junior, gerente del hotel |                                                                              |                                |                          |

### 1943
| # | Título                                                                                      | Director    | Estreno                 |
| --- | ------------------------------------------------------------------------------------------- | ----------- | ----------------------- |
| 41 | Der Fuehrer's Face (El rostro del Führer)                                                   | Jack Kinney | 1 de enero de 1943      |
| Donald tiene una pesadilla en la que vive en Alemania como esclavo bajo el régimen nazi. Notas: Ganadora del Óscar al mejor cortometraje animado, y única película de Donald Duck en recibir dicho honor. Película de propaganda antinazi, siendo el sexto cortometraje protagonizado por Donald con temática de la Segunda Guerra Mundial. |                                                                                             |             |                         |
| 42 | The Spirit of '43                                                                           | Jack King   | 7 de enero de 1943      |
| Donald se ocupa de los impuestos sobre la renta y su beneficio para el esfuerzo de guerra estadounidense en este documental de animación. Notas: Película de propaganda de la Segunda Guerra Mundial, siendo el séptimo cortometraje protagonizado por Donald con dicha temática. La representación de la "buena suerte" en la historia es un pato similar a Scrooge McDuck (siendo un pato anciano con atuendo escocés), quien debutaría años después en un cómic de Carl Barks, guionista del cortometraje, pudiendo ser un anticipado prototipo de dicho personaje. |                                                                                             |             |                         |
| 43 | Donald's Tire Trouble (El problema del neumático de Donald [HA] / Parches para ruedas [ES]) | Dick Lundy  | 29 de enero de 1943     |
| Mientras conduce su coche, a Donald se le revienta un neumático. Cambiarlo no le resulta sencillo, primero teniendo que pelear con el gato, luego con el adhesivo del parche para neumáticos, después con la bomba de aire, y finalmente con la molestia de volver a armar la llanta. |                                                                                             |             |                         |
| 44 | The Flying Jalopy (El trasto volador)                                                       | Dick Lundy  | 12 de marzo de 1943     |
| Donald va a un lote de aviones "usados" dirigido por Ben Buzzard (Ben Plumas [ES]) y saca uno de los aviones desastrosos para dar una vuelta de prueba. Antes de hacerlo, debe firmar una póliza de seguro de vida con Buzzard como beneficiario. Buzzard luego intenta varios planes para que Donald se estrelle. Otras apariciones: Ben Buzzard |                                                                                             |             |                         |
| 45 | Fall Out Fall In (Donald en el ejército)                                                    | Jack King   | 23 de abril de 1943     |
| El soldado Donald pasa por momentos difíciles durante la marcha de entrenamiento, como soportar la lluva, la nieve, y un caluroso desierto. Cuando finalmente hacen una pausa para poder cenar, Donald no podrá comer hasta que monte su tienda de campaña, la cual no para de desmontarse. Al final, a pesar de tener la tienda destrozada, Donald intenta dormir, lo cual no consigue por los constantes ruidos de sus compañeros de pelotón mientras están dormidos. Notas: Octavo cortometraje protagonizado por Donald con temática de la Segunda Guerra Mundial, y el cuarto de la serie "Donald en el Ejército". |                                                                                             |             |                         |
| 46 | The Old Army Game (El viejo juego del ejército)                                             | Jack King   | 5 de noviembre de 1943  |
| El soldado Donald es atrapado ausentándose sin permiso y el sargento Pete lo está esperando en los cuarteles. Donald huye para evitar que el sargento lo atrape, escondiéndose bajo unas cajas donde Pete empieza a buscarle a modo de trile, hasta que DOnald escapa. Mientras corre, Donald termina atrapado en el suelo, y al no ver sus piernas piensa que las ha perdido, comenzando a llorar, y provocando que Pete llore también su pérdida. Tras descubrir que solamente tenía las patas bajo tierra, Pete comienza a perseguirle de nuevo, haciéndolo lentamente debido a que entran en una zona con límite de velocidad. Otras apariciones: Pete Notas: Noveno cortometraje protagonizado por Donald con temática de la Segunda Guerra Mundial, y el quinto de la serie "Donald en el Ejército". |                                                                                             |             |                         |
| 47 | Home Defense (Defensa nacional)                                                             | Jack King   | 26 de diciembre de 1943 |
| Durante la Segunda Guerra Mundial, Donald está a cargo de un puesto de escucha y se queda dormido; él toca la trompeta en sueños y despierta a sus sobrinos. Para vengarse, envían un avión en miniatura lleno de hombres de jengibre con paracaídas; Donald lo derriba y se encoge de miedo cuando ve los paracaídas, hasta que uno aterriza en su pico. Donald echa a sus sobrinos hasta que confunde una abeja con un avión y los llama para luchar contra esta amenaza. Otras apariciones: Huey, Dewey y Louie, Spike la Abeja Notas: Décimo cortometraje protagonizado por Donald con temática de la Segunda Guerra Mundial, a diferencia de otros sin ser a modo de propaganda o una historia de Donald en el ejército.                                                                              |                                                                                             |             |                         |

### 1944
| # | Título                                                                 | Director    | Estreno                 |
| --- | ---------------------------------------------------------------------- | ----------- | ----------------------- |
| 48 | Trombone Trouble (Problemas con trombones o Un trombón problemático)   | Jack King   | 16 de febrero de 1944   |
| Durante la noche, Pete molesta con sus sesiones nocturnas de trombón a los dioses Júpiter y Vulcano (representados como patos), y también a su vecino Donald. Los dioses deciden otorgarle poderes a Donald para darle una lección a Pete. Otras apariciones: Pete, Júpiter, Vulcano |                                                                        |             |                         |
| 49 | Donald Duck and the Gorilla (Donald y el Gorila)                       | Jack King   | 31 de marzo de 1944     |
| Tras escuchar en la radio que Ajax, el gorila asesino, había escapado del zoológico, como una broma Donald y tres sobrinos se asustan entre sí haciéndose creer que el gorila está en la casa. Pero de repente, el verdadero Ajax aparece, por lo que entre los cuatro intentan deshacerse de él. Otras apariciones: Huey, Dewey y Louie, Ajax el Gorila, Locutor de radio (voz) |                                                                        |             |                         |
| 50 | Contrary Condor (El cóndor adoptivo [HA] / Cóndor contradictorio [ES]) | Jack King   | 21 de abril de 1944     |
| Donald está tratando de recolectar un huevo de cóndor mientras ejerce como ornitólogo. Cuando la Madre Cóndor regresa, se esconde dentro de un huevo vacío, la cual le confunde con su hijo cuando "eclosiona" y lo anima a volar, por lo que Donald hace lo posible para evitarlo. Además de ello, tiene problemas con el Bebé Cóndor, quien quiere deshacerse de él. Otras apariciones: Madre Cóndor, Bebé Cóndor, Narrador (voz) |                                                                        |             |                         |
| 51 | Commando Duck                                                          | Jack King   | 2 de junio de 1944      |
| A Donald se le ordena destruir un aeródromo japonés. Después de lanzarse en paracaídas desde un avión, usa una canoa inflable para cruzar el río, pero tan pronto como se llena de agua, Donald corre para salvar su vida. Cuando llega al borde de un acantilado, ve el aeródromo. La canoa explota, haciendo que el agua fluya y salpique el aeródromo, limpiando todo, pero dejando aviones desfigurados. Notas: Undécimo y último cortometraje protagonizado por Donald con temática de la Segunda Guerra Mundial, y el sexto y último de la serie "Donald en el Ejército".                                                                                  |                                                                        |             |                         |
| 52 | The Plastics Inventor (El inventor del plástico)                       | Jack King   | 1 de septiembre de 1944 |
| Donald escucha un programa de radio que le dice cómo hacer un avión de plástico completamente funcional, hecho a base del plástico fundido de chatarra que tenía a mano. También se encarga de moldear cada pieza del avión, hasta que lo construye completamente. Donald vuela en el avión siguiendo las instrucciones del Profesor Butterfield en el programa de radio para pilotarlo. Todo parece ir bien hasta que el Profesor dice que el único inconveniente del avión es que se estropea con el agua, lo cual Donald experimenta cuando en ese instante comienza a llover, teniendo que evitar estrellarse. Otras apariciones: Profesor Butterfield (voz) |                                                                        |             |                         |
| 53 | Donald's Off Day (El día libre de Donald)                              | Jack Hannah | 8 de diciembre de 1944  |
| Donald tiene el día libre y se prepara para ir a jugar al golf, pero en cuanto sale de casa comienza a llover. Al tener que quedarse en casa comienza a leer un libro de medicina, el cual le hace pensar que puede tener los síntomas que lee, con lo cual sus sobrinos se aprovechan de su hipocondría y comienzan a hacerle jugarretas con las que sigue pensando que está enfermo. Otras apariciones: Huey, Dewey y Louie |                                                                        |             |                         |

### 1945
| # | Título                                                                     | Director    | Estreno                 |
| --- | -------------------------------------------------------------------------- | ----------- | ----------------------- |
| 54 | The Clock Watcher (El reloj)                                               | Jack King   | 26 de enero de 1945     |
| Donald trabaja envolviendo regalos en una tienda, donde comienza a eludir el trabajo esperando la hora de marcharse, pero no deja de ser controlado por su jefe, quien le habla a través de un tubo acústico. Otras apariciones: Jefe de Donald (voz) |                                                                            |             |                         |
| 55 | The Eyes Have It (Ojos peligrosos [HA] / El secreto está en los ojos [ES]) | Jack Hannah | 30 de marzo de 1945     |
| Donald recibe unas gafas hipnóticas y decide probarlas con Pluto. Usando las gafas, convence a Plutón de que es diferentes animales. como un ratón, una tortuga y una gallina. Donald encuentra divertida cada "transformación" que sufre Pluto, gasta que tras creer ser una gallina se pelea con un gallo. Donald ayuda a Pluto a ganar la pelea haciéndole creer que es un león, pero las gafas se rompen y Pluto persigue a Donald hasta que ambos terminan golpeándose haciendo que recupere el sentido. Otras apariciones: Pluto, Gallo, Gallinas |                                                                            |             |                         |
| 56 | Donald's Crime (El Crimen de Donald)                                       | Jack King   | 29 de junio de 1945     |
| Donald tiene una cita con Daisy, pero no tiene dinero, por lo que coge los ahorros de sus sobrinos. Tras una cita perfecta con Daisy, su conciencia comienza a atormentarle sintiéndose culpable por su acto. Otras apariciones: Huey, Dewey y Louie, Pata Daisy, Narrador (voz) Notas: Nominada para Óscar al mejor cortometraje animado |                                                                            |             |                         |
| 57 | Duck Pimples (Piel de pato)                                                | Jack King   | 10 de agosto de 1945    |
| La imaginación de Donald, influenciada por historias de miedo en la radio y en los libros, lo lleva a un mundo criminal en su imaginación, donde se ve envuelto en el robo de unas joyas. El sueño de Donald se ve potenciado por los fondos que cambian abruptamente cada vez que aparece un nuevo personaje en él. Otras apariciones: Vendedor de libros, Dopey Davis, Agente Paddy/H. U. Hennessy, Pauline, Leslie J. Clark, J. Harold King; cameo de Ajax el Gorila |                                                                            |             |                         |
| 58 | Cured Duck (Pato curado)                                                   | Jack King   | 26 de octubre de 1945   |
| Donald visita a Daisy, y cuando no puede abrir una ventana, se enfurece y prácticamente destruye su casa. Ella no quiere volver a verle hasta que él se encargue de ese temperamento. Para ello, Donald utiliza una máquina fabricada para insultarle e incordiarle, con el objetivo de curarse una vez que termine el tiempo de hacerlo. Donald vuelve con Daisy diciendo que ahora es alguien nuevo, por lo que Daisy intenta ponerle a prueba con la ventana que no podría abrir, con la cual Donald tiene varias dificultades, pero aun así no se enfurece, por lo que Daisy se prepara para salir con él. Sin embargo, Daisy se pone para la cita un sombrero que a Donald le resulta gracioso y comienza a reírse, provocando que sea ella quien se enfurezca. Otras apariciones: Pata Daisy |                                                                            |             |                         |
| 59 | Old Sequoia (La vieja sequoia o La vieja secoya)                           | Jack King   | 21 de diciembre de 1945 |
| Donald es un guardabosques, asignado para proteger una sequoia de un par de castores. Otras apariciones: Los castores, el Guarda Jefe (voz) |                                                                            |             |                         |

### 1946
| # | Título                                                                                        | Director    | Estreno                  |
| --- | --------------------------------------------------------------------------------------------- | ----------- | ------------------------ |
| 60 | Donald's Double Trouble (El doble problema de Donald [HA] / El problema doble de Donald [ES]) | Jack King   | 28 de junio de 1946      |
| Estando Daisy en desacuerdo con su personalidad, Donald contrata a un doble para que parezca que ha cambiado para bien. Daisy termina encantada con la nueva forma de ser de este "Donald". Sin embargo, el doble no tarda en invadir el territorio de Donald, quien les sigue en su cita para evitar que se propase. Otras apariciones: Pata Daisy, Dapper Duck |                                                                                               |             |                          |
| 61 | Wet Paint (Pintura fresca [HA] / Recién pintado [ES])                                         | Jack King   | 9 de agosto de 1946      |
| Donald vuelve a pintar su auto y un pájaro se posa sobre él. En el caos que se produce, el automóvil termina cubierto de huellas de patas, despojado de pintura, cubierto con el relleno de los asientos, y manchado de una docena de colores diferentes. Otras apariciones: El pájaro                                                                           |                                                                                               |             |                          |
| 62 | Dumb Bell of the Yukon (La campana tonta del Yukon [HA] / La campaña tonta del Yukon [ES])    | Jack King   | 30 de agosto de 1946     |
| Tras leer una carta de Daisy en la que le pide que le haga unos abrigos de piel, Donald se va a cazar osos. Él intenta capturar a un osito, pero tiene problemas con la madre osa. Otras apariciones: Madre Osa, Osito |                                                                                               |             |                          |
| 63 | Lighthouse Keeping                                                                            | Jack Hannah | 20 de septiembre de 1946 |
| Donald es un guardián de un faro, cuya la luz brilla sobre un pelícano dormido, el cual se enoja y entra en el faro para tratar de apagar la luz, lo cual lleva a una constante lucha entre Donald y él. Otras apariciones: Marblehead el Pelícano |                                                                                               |             |                          |

### 1947
| # | Título                                                                       | Director    | Estreno                  |
| --- | ---------------------------------------------------------------------------- | ----------- | ------------------------ |
| 64 | Straight Shooters (Los francotiradores)                                      | Jack Hannah | 18 de abril de 1947      |
| Donald dirige una galería de tiro en el carnaval. Cuando ve a sus sobrinos les ofrece un tiro libre, pero cuando el primero alcanza todos los objetivos, el notoriamente tacaño Donald cambia el premio correcto, una cajas de dulces, por uno más barato. Luego les da a los otros dos niños armas trucadas; al primero se le deshacen las balas, y el arma del último está vacía, pero los objetivos se rompen de todos modos porque uno de sus hermanos los golpea por detrás. Tras descubrirlo, Donald los echa. Los niños usan la cabina de la mística de al lado para vengarse, haciéndose pasar por ella, gracias a lo cual comen los dulces que Donald le regala, y después por una momia haciéndole pagar por la atracción. Otras apariciones: Huey, Dewey y Louie Notas: Este es el primer cortometraje en utilizar la "Sintonía del Pato Donald" en la introducción. |                                                                              |             |                          |
| 65 | Sleepy Time Donald (Donald se va a dormir)                                   | Jack King   | 9 de mayo de 1947        |
| Donald camina sonámbulo hasta la casa de Daisy, pidiéndole una cita mientras está dormido, a lo cual Daisy acepta para no ser desconsiderada. Pero durante la cita, Daisy intenta sacarle de apuros mientras camina dormido, como evitarle problemas con los animales del zoo, seguirle mientras camina por las fachadas de los edificios, o detener el tráfico mientras cruza la carretera. Otras apariciones: Pata Daisy |                                                                              |             |                          |
| 66 | Clown of the Jungle (El aracuán [HA] / Payaso de la selva [ES])              | Jack Hannah | 20 de junio de 1947      |
| En la jungla sudamericana, el fotógrafo de vida silvestre Donald intenta tomar algunas fotografías de las aves. Desafortunadamente, todos sus intentos de fotografiarlos son arruinados por el "payaso de la selva", el Pájaro Aracuan. Donald se irrita hasta el punto en que lo persigue, pero el pájaro siempre se las arregla para burlar a Donald y hacer trabajo de sus locuras para tomarle el pelo. Otras apariciones: El Pájaro Aracuan |                                                                              |             |                          |
| 67 | Donald's Dilemma (El dilema de Donald)                                       | Jack King   | 11 de julio de 1947      |
| Daisy relata a un psicólogo que mientras ella y Donald estaban paseando, él es golpeado por una maceta. Tras el golpe está convencido de que es un gran cantante y canta divinamente, pero no reconoce a Daisy. Donald comienza a convertirse en un famoso cantante, mientras Daisy echa de menos estar con él, no pudiendo ni siquiera conseguir entradas para verle en sus conciertos. El doctor termina recomendando a Daisy que si quiere que Donald vuelva a ser el que era ella debe golpearle de nuevo con otra maceta. Otras apariciones: Pata Daisy, Psicólogo |                                                                              |             |                          |
| 68 | Bootle Beetle (Un escarabajo en mi botella [HA] / Escarabajo de Bootle [ES]) | Jack Hannah | 22 de agosto de 1947     |
| Un insecto de raza rara, el Escarabajo de Bootle, cuenta un joven escarabajo la historia de cómo, cuando era joven, salió del bosque y se encontró con un monstruo, el Pato Donald, que reconoció al raro insecto y trató de capturarlo, pero el Escarabajo de Bootle consiguió escapar. Otras apariciones: Escarabajo de Bootle (debut del personaje), Joven Escarabajo (debut del personaje) |                                                                              |             |                          |
| 69 | Wide Open Spaces (Espacios abiertos)                                         | Jack King   | 12 de septiembre de 1947 |
| Al no poder alojarse en un motel durante la noche, Donald duerme en plena naturaleza, teniendo problemas con su colchón inflable. Otras apariciones: Propietario del motel |                                                                              |             |                          |
| 70 | Chip an' Dale (Chip y Dale o El que persevera [HA] / Chip y Chop [ES])       | Jack King   | 28 de noviembre de 1947  |
| Donald corta un árbol para conseguir leña, sin saber que en él viven las ardillas Chip y Dale (Chip y Chop [ES]), las cuales intentan recuperar su hogar infiltrándose en la casa de Donald. Otras apariciones: Chip y Dale (debut de los personajes en un cortometraje de la serie Donald Duck) Notas: Nominada para Óscar al mejor cortometraje animado |                                                                              |             |                          |

### 1948
| # | Título                                               | Director    | Estreno                 |
| --- | ---------------------------------------------------- | ----------- | ----------------------- |
| 71 | Drip Dippy Donald (La gota de agua)                  | Jack King   | 5 de marzo de 1948      |
| El sueño de Donald es interrumpido por un grifo de cocina que gotea, el cual le resulta cada vez más molesto, y empieza a volverle loco. |                                                      |             |                         |
| 72 | Daddy Duck (Papaíto Pato)                            | Jack Hannah | 16 de abril de 1948     |
| Donald quiere adoptar un bebé, y termina adoptando a un canguro llamado Joey. Aunque al principio Donald está feliz, Joey comienza a alborotar su casa saltando de un lado a otro, y se niega a darse un baño, además de que Donald recibe constantemente llamadas de la agencia de adopción para ver si está cuidando bien de su bebé. Cuando Joey se asusta de una alfombra de piel de oso, Donald finge luchar contra el oso, pero tras fingir que el oso le ha comido, quedándose con la piel puesta, Joey comienza a perseguirle por la casa para atacarle. Otras apariciones: Joey el Canguro, Oficinista de Adopción |                                                      |             |                         |
| 73 | Donald's Dream Voice (La voz de ensueño de Donald)   | Jack King   | 21 de mayo de 1948      |
| Donald intenta vender cepillos de puerta en puerta, pero tiene problemas debido a que la gente no le entiende cuando habla. Donald termina comprando unas píldoras para la voz, las cuales logran que termine hablando adecuadamente sin sus habituales graznidos. Gracias a ello, logra vender los cepillos, y sintiéndose un triunfador pretende pedirle a Daisy que se case con él. Sin embargo, sus píldoras terminan cayendo por una alcantarilla, y la última que le queda termina en el sombrero de un hombre corpulento, por lo que intenta recuperarla para poder declararse a Daisy adecuadamente. Aunque finalmente lo logra, termina perdiendo la píldora de nuevo, la cual es comida por una vaca. Otras apariciones: Pata Daisy, Hombre, Vaca |                                                      |             |                         |
| 74 | The Trial of Donald Duck (El juicio del Pato Donald) | Jack King   | 30 de julio de 1948     |
| Donald es juzgado en un tribunal, donde su abogado relata que al visitar un restaurante, el camarero, Monsieur Pierre, le sirvió una taza de café demasiado pequeña, haciendo que Donald se enfureciera. Debido a ello, Donald comienza a comer la comida que traía consigo, pero Pierre le cobra cada alimento en la factura del restaurante, lo cual hizo que Donald se volviera a enfurecer. El abogado acusa a Pierre de ser culpable de lo ocurrido, pero el juez termina condenando a Donald a fregar los platos del restaurante durante tres días. Y aunque Pierre se alegra al principio, se arrepiente de lo ocurrido cuando Donald comienza a romper los platos mientras los friega. Otras apariciones: Abogado, Juez, Monsieur Pierre |                                                      |             |                         |
| 75 | Inferior Decorator (Decorador de inferiores)         | Jack Hannah | 27 de agosto de 1948    |
| Spike la Abeja vuela cerca de la casa de Donald, a quien ve decorando las paredes de su casa con estampados de flores, las cuales llaman la atención de Spike, quien al intentar volar hacia las flores choca contra la pared, lo cual divierte a Donald, quien atrae a Spike con otra flor del papel decorativo hacia un cubo de pegamento, quedándose pegado. Tras divertirse a costa de Spike, Donald le echa de casa, pero Spike vuelve para vengarse, y durante el acto Donald termina pegado al techo. Spike aprovecha el momento para picar a Donald con su aguijón, pero falla y termina con el aguijón clavado en un tapón de corcho. Una vez liberado, Spike termina llamando a otras abejas, quienes terminan dando un escarmiento a Donald. Otras apariciones: Spike la Abeja (debut del personaje con su aspecto permanente) |                                                      |             |                         |
| 76 | Soup's On (La sopa está servida)                     | Jack Hannah | 15 de octubre de 1948   |
| Donald prepara la cena para él y sus sobrinos, los cuales llegan sucios a casa después de haber estado jugando en el barro, por lo que Donald no les servirá la cena hasta que estén limpios. Aunque van rápidamente a lavarse, no terminan limpios del todo, por lo que Donald les envía a su habitación sin cenar. Al empezar a sentir lástima por ellos, va a buscarles para disculparse, pero ve que ellos se han escapado, y mientras les persigue, Donald termina cayendo por un precipicio. Mientras está inconsciente, sus sobrinos le visten de ángel y le hacen creer que ha muerto, por lo que Donald se despide de ellos, y les dice que no olviden comerse el pavo. Pero cuando intenta volar con sus alas, cae y termina descubriendo el engaño. Al regresar a casa, donde los niños ya se han comido el pavo, Donald adquiere lleno de furia un aspecto de diablo, y termina persiguiendo de nuevo a los trillizos. Otras apariciones: Huey, Dewey y Louie |                                                      |             |                         |
| 77 | Three for Breakfast (Desayuno para tres)             | Jack Hannah | 5 de noviembre de 1948  |
| Chip y Dale están viviendo en lo alto de la chimenea de la casa de Donald. Cuando ven que empieza a salir humo de la chimenea, descubren que Donald está cocinando tortitas, la cuales comienzan a robar. Al descubrirles, Donald intenta deshacerse de ellos. Otras apariciones: Chip y Dale |                                                      |             |                         |
| 78 | Tea for Two Hundred (Té para doscientos)             | Jack Hannah | 24 de diciembre de 1948 |
| Donald se prepara para comer en un pícnic en la naturaleza. Cuando ve a una fila de hormigas pasando al lado, comienza a incordiar a la que va a última colocándole más peso en la espalda. Aunque la hormiga puede con ello, Donald le pone un obstáculo que la hace caminar en la cuerda floja, y termina cayendo al suelo. Donald se ríe de la hormiga, la cual, al ver la comida de Donald en su pícnic, llama a las otras hormigas para quitársela. Mientras Donald duerme la siesta, todas las hormigas se lo llevan y lo lanzan al río. Donald despierta y enfurecido regresa a su zona de pícnic, donde las hormigas ya se están llevando toda la comida, comenzando un enfrentamiento para detenerlas. Otras apariciones: Hormigas Notas: Nominada para Óscar al mejor cortometraje animado |                                                      |             |                         |

### 1949
| # | Título                                                                           | Director    | Estreno                 |
| --- | -------------------------------------------------------------------------------- | ----------- | ----------------------- |
| 79 | Donald's Happy Birthday (El tío necio [HA] / El feliz cumpleaños de Donald [ES]) | Jack Hannah | 11 de febrero de 1949   |
| Huey, Dewey y Louie quieren comprarle a su tío Donald una caja de puros por su cumpleaños, por lo que hacen las tareas de casa con el objetivo de que Donald les dé una paga por ello. Pero Donald les hace guardar el dinero para que lo tengan ahorrado, por lo que los niños intentan llevarse la caja fuerte donde guardaron las monedas sin que su tío les descubra. Cuando Donald lo descubre, se enfada por haberse llevado el dinero, y especialmente cuando ve que lo han usado para comprar una caja de puros, pensando que la han comprado para ellos mismos. Donald termina regañándoles, y les obliga a fumar todos los puros para que vean que se sentirán mal con ellos, finalmente provocando que se desmayen. Sin embargo, Donald ve su error cuando ve la nota de felicitación de cumpleaños para él en la caja, arrepintiéndose de lo que les ha hecho a sus sobrinos. Otras apariciones: Huey, Dewey y Louie |                                                                                  |             |                         |
| 80 | Sea Salts (Lobos de mar)                                                         | Jack Hannah | 8 de abril de 1949      |
| Donald es un viejo capitán de mar que convive con Mac, el Escarabajo de Bootle, el cual relata sus aventuras de juventud. Cuando eran jóvenes marineros, los dos terminaron en una isla desierta, donde Donald no paraba de hacerle jugarretas a Mac, como beberse todo el contenido de un coco sin que él probara nada, o utilizarle como cebo para pescar. A pesar de ello, cuando un barco se acercó, y Donald comenzó a marcharse en una balsa, haciendo pensar a Mac que lo abandonaba, Donald le llamó ya que no iba a marcharse de la isla sin él, mostrando que en el fondo le apreciaba. Otras apariciones: Escarabajo de Bootle (como "Mac") |                                                                                  |             |                         |
| 81 | Winter Storage (Almacén de invierno)                                             | Jack Hannah | 3 de junio de 1949      |
| Chip y Dale deben almacenar bellotas en su árbol antes de que llegue el invierno. Cuando ven a Donald plantando bellotas en el bosque, Chip comienza a desenterrarlas, pero Dale las vuelve a enterrar debido a que ve que a Donald haciéndolo, haciendo que Chip se enfade. Las ardillas terminan llevándose las bellotas en un saco, pero Donald les atrapa dentro de una caja. Ambas ardillas comienzan a discutir en el interior, algo que complace a Donald, pero posteriormente vuelve a comenzar el enfrentamiento entre el pato y las ardillas. Usando unos palos a modo de palos de golf, Chip y Dale golpean las bellotas hacia su árbol, mientras que Donald utiliza también un palo para detener sus movimientos. Otras apariciones: Chip y Dale |                                                                                  |             |                         |
| 82 | Honey Harvester (Recogida de la miel)                                            | Jack Hannah | 5 de agosto de 1949     |
| Spike la Abeja almacena miel en el interior de un coche abandonado gracias a las flores que Donald cuida en un invernadero. Al descubrirle, Donald quiere saber dónde debe almacenar Spike la miel para utilizarla él. Sin embargo, la abeja no para de despistarle para que no descubra su escondrijo. Aun así, Donald termina descubriendo por sí solo la miel en el interior del coche, y tras llevársela Spike le persigue para picarle con su aguijón. Al protegerse Donald con una maceta y un tapón de corcho, Spike queda atrapado en el corcho, pero tras liberarse, sustituye su aguijón por una larga púa de un cactus, comenzando de nuevo a perseguir a Donald. Otras apariciones: Spike la Abeja |                                                                                  |             |                         |
| 83 | All in a Nutshell (Duros como nueces)                                            | Jack Hannah | 2 de septiembre de 1949 |
| Donald tiene un puesto de mantequilla de nueces en el bosque, y al quedarse sin nueces, roba las que hay en el árbol de Chip y Dale. Las ardillas siguen el rastro de nueces caídas, hasta que encuentran el puesto de Donald, el cual tiene forma de nuez, por lo que pensando que es una nuez gigante intentan llevárselo a su árbol. Sin embargo, el diminuto tamaño de las ardillas les impide moverlo, por lo que empujan una roca colina abajo para conseguir que se mueva, la cual termina haciendo un agujero en el techo del puesto. Aunque descubren que no es una nuez gigante, ven la oportunidad de robar a Donald la mantequilla de nuez que ha fabricado. Otras apariciones: Chip y Dale |                                                                                  |             |                         |
| 84 | The Greener Yard (El jardín del vecino)                                          | Jack Hannah | 14 de octubre de 1949   |
| El Escarabajo de Bootle y su hijo viven en un jardín desastroso, al contrario del bello jardín que tiene Donald, quien vive a su lado. El Escarabajo de Bootle comenta a su hijo que no por parecer más bello es mejor, y le relata que en su juventud él se infiltró en el jardín de Donald, el cual le comenzó a perseguir constantemente para exterminarle. Otras apariciones: Escarabajo de Bootle, Joven Escarabajo |                                                                                  |             |                         |
| 85 | Slide, Donald, Slide (Corre, Donald, corre)                                      | Jack Hannah | 25 de noviembre de 1949 |
| Spike la Abeja se entretiene escuchando música clásica con la radio que Donald tiene en su jardín, pero cuando Donald llega, este cambia la emisora para escuchar el partido de béisbol. Ambos comienzan una riña en la que cambian constantemente la emisora de la radio para escuchar lo que quieren. Otras apariciones: Spike la Abeja |                                                                                  |             |                         |
| 86 | Toy Tinkers (Reparadores de juguetes [HA] / Pícaros [ES])                        | Jack Hannah | 16 de diciembre de 1949 |
| Donald corta un árbol en el bosque para decorarlo para Navidad. Llenos de curiosidad, Chip y Dale le siguen hasta su casa, donde tras ver que tiene varias nueces, entran para quitárselas. Mientras Chip las recoge, Dale se entretiene con varios juguetes. Cuando Donald les descubre, entre los tres comienzan a utilizar varios juguetes para enfrentarse entre ellos. Otras apariciones: Chip y Dale Notas: Nominada para Óscar al mejor cortometraje animado. Relanzado como "Christmas Capers" en la versión en película de 16 mm. |                                                                                  |             |                         |

### 1950
| # | Título                                                        | Director    | Estreno                 |
| --- | ------------------------------------------------------------- | ----------- | ----------------------- |
| 87 | Lion Around (Un león anda suelto)                             | Jack Hannah | 20 de enero de 1950     |
| Cuando Huey, Dewey y Louie ven que su tío Donald ha cocinado una tarta, dos de ellos le distraen disfrazados de león de montaña, mientras otro le quita la tarta. Pero Donald termina descubriendo el engaño y les echa. Sin embargo, un auténtico león termina apareciendo, e intenta devorar a Donald, pero este piensa que son de nuevo sus sobrinos con un disfraz. Cuando los niños aparecen enseñándole que tienen el disfraz con ellos, Donald comienza a huir del león en el interior de la casa. Otras apariciones: Huey, Dewey y Louie, Louie el Puma (debut del personaje) |                                                               |             |                         |
| 88 | Crazy Over Daisy (Donald ciclista [HA] / Loco por Daisy [ES]) | Jack Hannah | 18 de marzo de 1950     |
| En la década de 1890, Donald va felizmente en su bicicleta a casa de Daisy, pero en el camino Chip y Dale le hacen pasar varios apuros. Otras apariciones: Chip y Dale, Pata Daisy; cameos de Goofy, Mickey Mouse y Minnie Mouse (única aparición de ellos tres en un cortometraje de la serie Donald Duck) Notas: Única aparición conjunta de Chip y Dale con la Pata Daisy en un cortometraje. |                                                               |             |                         |
| 89 | Trailer Horn (La bocina de la caravana)                       | Jack Hannah | 28 de abril de 1950     |
| Chip y Dale se despiertan una mañana y se encuentran con las huellas del Pato Donald. Siguen las huellas hasta su caravana, donde encuentran a Donald durmiendo y comienzan a saltar sobre la bocina del auto, despertando a Donald. Tras enfurecerse con las ardillas, se marcha a darse un baño en el lago. Al intentar saltar en un trampolín, Chip y Dale se lo mueven hacia delante, lo que hace que Donald aterrice en el trampolín y luego aterrice en su remolque, causando un desastre. Donald se deshace de las ardillas y regresa a su remolque para desayunar, pero las ardillas le lanzan piñas desde un árbol. Enfurecido, Donald se sube a su auto y comienza a embestir el árbol hasta que lo hace inclinarse como una catapulta, lo cual hace que su auto salga volando y termine destruido, con Donald saliendo aturdido del capó con la bocina en la boca y el volante en las manos, comportándose como un automóvil. Otras apariciones: Chip y Dale Notas: Originalmente lanzado como cortometraje independiente de Walt Disney Productions, posteriormente relanzado como cortometraje de Donald Duck en su introducción. |                                                               |             |                         |
| 90 | Hook, Lion and Sinker (El león pescador)                      | Jack Hannah | 1 de septiembre de 1950 |
| Louie el Puma no tiene suerte pescando. Cuando su hijo, Pequeño Louie, le muestra un pez que le ha quitado a Donald, ambos van a su casa para robar los peces que Donald ha pescado. Sin embargo, Donald no se lo pondrá fácil. Otras apariciones: Louie el Puma, Pequeño Louie |                                                               |             |                         |
| 91 | Bee at the Beach (Una abeja en la playa)                      | Jack Hannah | 13 de octubre de 1950   |
| Spike la Abeja va a la playa, donde sus intentos de relajarse se ven interrumpidos por Donald, quien también se encuentra allí. Tras discutir, Donald encierra a Spike en una botella mientras él se va en una barca hinchable. Cuando consigue escapar, Spike se venga pinchando la barca con su aguijón, además de conseguir que unos tiburones ataquen a Donald. Otras apariciones: Spike la Abeja, Tiburones |                                                               |             |                         |
| 92 | Out on a Limb (Donald no se anda por las ramas)               | Jack Hannah | 15 de diciembre de 1950 |
| Mientras Donald corta las ramas de un árbol, corta por diversión la que Chip y Dale utilizan para desplazarse y almacenar las bellotas en su escondrijo. Mientras poda las hojas, comienza a utilizar el podador para asustar a Dale. Tras avisar a su compañero, ambos comienzan a patrullar las ramas del árbol, y Donald usa el podador para asustarles a ambos y robarles las bellotas. Cuando las ardillas le descubren, hacen que le caiga una roca encima, y Donald, enfurecido, empieza a perseguirles con una segadora. Tras caer del árbol las ardillas le llenan de alquitrán, con las hojas del árbol pegadas alrededor del cuerpo. Otras apariciones: Chip y Dale |                                                               |             |                         |

### 1951
| # | Título                                  | Director    | Estreno                 |
| --- | --------------------------------------- | ----------- | ----------------------- |
| 93 | Dude Duck (Donald, domador de caballos) | Jack Hannah | 2 de marzo de 1951      |
| Donald está de vacaciones en un rancho para turistas. Después de que todas las hermosas mujeres escogieron los mejores caballos, Donald termina con el triste saco de huesos Rover Boy. Pero Rover Boy no quiere tener nada que ver con Donald. Otras apariciones: Rover Boy |                                         |             |                         |
| 94 | Corn Chips (Palomitas nevadas)          | Jack Hannah | 21 de marzo de 1951     |
| Donald está quitando con la pala la nieve frente a su casa, y al ver que Chip y Dale están haciendo lo mismo con la rama de su árbol, sin que se den cuenta Donald les coloca en su jardín para que quiten la nieve por él. Al querer vengarse, las ardillas van a la casa de Donald, quien tiene preparados granos de maíz para hacer palomitas. Una vez que tiene las palomitas preparadas, las ardillas se las llevan a su árbol, y Donald les persigue, consiguiendo recuperarlas. Tras perseguirse entre ellos y arrebatarse las palomitas en el jardín, las Chip y Dale vuelven a su árbol con las palomitas, por lo que Donald decide quemar el árbol. Tras lo cual, las ardillas arrojan granos de maíz al fuego, haciendo que el jardín se llene de palomitas, quejándose Donald de tener que quitarlas después de que ya había quitado la nieve. Otras apariciones: Chip y Dale                         |                                         |             |                         |
| 95 | Test Pilot Donald                       | Jack Hannah | 8 de junio de 1951      |
| Chip y Dale se encuentran con el Pato Donald mientras éste vuela un modelo de avión con motor de gasolina. Dale se sube al modelo y lo pilota a través de una serie de giros y vueltas, con Donald colgando de la cola. Otras apariciones: Chip y Dale |                                         |             |                         |
| 96 | Lucky Number (El número premiado)       | Jack Hannah | 20 de julio de 1951     |
| Donald trabaja en una gasolinera. Cuando en la radio se anuncia sin que lo sepa que tiene el número premiado con el que conseguirá un coche, sus sobrinos deciden darle una sorpresa yendo ellos mismos a por el coche conduciendo el viejo coche de Donald. Al necesitar gasolina, camuflan el coche para que parezca otro y uno de ellos se disfraza de mujer mientras conduce para que su tío no les descubra al pedirle que llene el depósito. Una ve que tienen gasolina, se marchan con el coche, descubriendo Donald el engaño. Posteriormente, los niños regresan con su coche nuevo, pero Donald, al pensar que es otro engaño, ensucia el coche e infla las ruedas hasta hacerlas flotar. Cuando escucha en la radio que el locutor menciona su nombre y que ahora debe estar disfrutando de su coche nuevo, ve que ha cometido un error del cual se arrepiente. Otras apariciones: Huey, Dewey y Louie |                                         |             |                         |
| 97 | Out of Scale (Fuera de escala)          | Jack Hannah | 2 de noviembre de 1951  |
| Donald Duck tiene una maqueta de un tren y una ciudad en su jardín. Decide mover un árbol en su camino que no coincide con la escala del modelo, sin darse cuenta de que es el hogar de las ardillas Chip y Dale, las cuales se mudan a una de las casas en miniatura. Otras apariciones: Chip y Dale |                                         |             |                         |
| 98 | Bee on Guard                            | Jack Hannah | 14 de diciembre de 1951 |
| El jardinero Donald ve abejas en su jardín y las sigue hasta la colmena en busca de miel. La abeja que cuida la colmena no lo deja entrar, por lo que Donald se disfraza de abeja. Otras apariciones: Guardia Abeja |                                         |             |                         |

### 1952
| # | Título                                               | Director    | Estreno               |
| --- | ---------------------------------------------------- | ----------- | --------------------- |
| 99 | Donald Applecore                                     | Jack Hannah | 18 de enero de 1952   |
| Donald es granjero de manzanas, y tras darse cuenta de que sus manzanas han sido mordisqueadas, atrapa a Chip y Dale en el acto. En la batalla que sigue, Donald usa un helicóptero para rociarlos, pero tienen máscaras de gas diminutas. Otras apariciones: Chip y Dale |                                                      |             |                       |
| 100 | Let's Stick Together (Sigamos juntos o Inseparables) | Jack Hannah | 25 de abril de 1952   |
| Un Spike envejecido ve a un envejecido Donald recogiendo basura en el parque. Spike recuerda los viejos tiempos, en los que en su juventud encontró a Donald limpiando papeles del parque, y Spike usó su aguijón para coger los papeles y ayudarle, convirtiéndose en socios. Ambos comenzaron a vivir juntos y a trabajar de diferentes formas. En una feria, Donald vendía globos a los niños, los cuales Spike explotaba después con su aguijón para que así volvieran a comprar más globos a Donald. Después, Donald abrió un puesto de tatuajes en la armada naval, donde Spike llenaba su aguijón de tinta para hacer los tatuajes. Finalmente, terminaron triunfando con una empresa de tejidos que Donald dirigía y Spike se dedicaba a coser con su agujón. En un invernadero que Donald colocó en la empresa para que Spike se sintiera como en el campo, Spike conoció a una abeja hembra de la que se enamoró, pero al verla Donald intentó aplastarla, y mientras la perseguía Spike terminó picando a Donald con su agujón. En el presente, el viejo Donald se alegra de ver a Spike, quien no quiere estar con Donald, pero cuando su esposa empieza a gritarle desde su casa, Spike decide que prefiere marcharse con Donald lejos de ella. Otras apariciones: Spike la Abeja, Esposa de Spike |                                                      |             |                       |
| 101 | Uncle Donald's Ants (Donald y las hormigas)          | Jack Hannah | 18 de julio de 1952   |
| Donald derrama un poco de azúcar en su acera, y pronto las hormigas tienen el control total de su casa: roban el pastel que estaba horneando, construyen una tubería desde su jarabe de arce hasta su colina, y causan caos general. Otras apariciones: Las Hormigas |                                                      |             |                       |
| 102 | Trick or Treat (Truco o trato)                       | Jack Hannah | 10 de octubre de 1952 |
| Mientras van pidiendo golosinas durante Halloween, Huey, Dewey y Louie llegan a la casa de su tío Donald, quien en vez de caramelos les da unos petardos que explotan. La Bruja Hazel, quien volaba sobre su escoba Belcebú, al ver lo ocurrido propone a los niños vengarse de Donald. Otras apariciones: Huey, Dewey y Louie, la Bruja Hazel, Belcebú, Fantasmas |                                                      |             |                       |

### 1953
| # | Título                                             | Director    | Estreno                 |
| --- | -------------------------------------------------- | ----------- | ----------------------- |
| 103 | Don's Fountain of Youth (La fuente de la juventud) | Jack Hannah | 30 de mayo de 1953      |
| Mientras Donald viaja en coche con sus sobrinos, intenta que los niños aprecien el paisaje, pero ellos no paran de leer un libro de cómics. Cuando va a buscar a agua, ve un cartel donde dice que es una fuente de la juventud, por lo que finge ser un bebé para engañar a sus sobrinos. Después, se marcha dejando un huevo, haciendo pensar a los niños que ha rejuvenecido aun más. El huevo resulta ser de un cocodrilo, quien empieza a perseguir a los trillizos para recuperar su huevo. Mientras corren, el huevo eclosiona, y nacen crías de caimán que confunden a Donald con su padre. Al verlo, el cocodrilo empieza a perseguir a Donald. Otras apariciones: Huey, Dewey y Louie, Cocodrilo, bebés cocodrilo |                                                    |             |                         |
| 104 | The New Neighbor (El vecino nuevo)                 | Jack Hannah | 1 de agosto de 1953     |
| Tras mudarse a su nueva casa, Donald comienza a tener problemas con su nuevo vecino, Pete, quien resulta ser bastante molesto. Cuando Donald se harta, comienza una batalla entre ambos. Otras apariciones: Pete, Muncey |                                                    |             |                         |
| 105 | Rugged Bear                                        | Jack Hannah | 23 de octubre de 1953   |
| Es un día tranquilo en el bosque hasta que comienza la temporada de caza, momento en el que todos los osos se esconden en una cueva, pero un oso, Humphrey, no lo logra. Se esconde en una cabaña y, al ver que se acerca el cazador Donald, esconde la alfombra de piel de oso en un baúl y toma su lugar. Hacerse pasar por la alfombra tiende a ser una experiencia desagradable para Humphrey, ya que Donald abre nueces y botellas en su boca y lo lava en la lavadora/secadora, entre otras cosas. Otras apariciones: El Oso Humphrey (debut del personaje en un cortometraje de la serie Donald Duck) Notas: Nominada para Óscar al mejor cortometraje animado                                                       |                                                    |             |                         |
| 106 | Working for Peanuts (Trabajar por cacahuetes)      | Jack Hannah | 11 de noviembre de 1953 |
| Mientras recolectan bellotas, Chip y Dale descubren que en el zoológico los visitantes les dan cacahuates a los animales. Mientras el Pato Donald cuida a Dolores la Elefanta, Chip y Dale intentan robarle los cacahuetes, pero Dolores no los deja. Al tratar de escapar de Donald, Dale tropieza con un cubo de pintura blanca y se cubre con ella. Esto le da a Chip una idea. Juntos, los dos se cubren con la pintura blanca y convencen con éxito a Donald de que pertenecen a una exhibición de ardillas listadas albinas en el zoológico, donde les dan de comer cacahuates. Otras apariciones: Chip y Dale, Dolores la Elefanta; cameos del Oso Humphrey y la Foca Salty                                          |                                                    |             |                         |
| 107 | Canvas Back Duck                                   | Jack Hannah | 25 de diciembre de 1953 |
| Donald y sus sobrinos están visitando la feria. Después de que Donald obtiene una puntuación relativamente alta en una máquina de pesas, se cree que es un verdadero forzudo y acepta la oferta de un niño para pelear con su tío en un combate de boxeo. Pero el niño es en realidad un estafador en connivencia con el boxeador Peewee Pete, que es todo menos lo que su nombre implica. Sus sobrinos se dan cuenta y tratan de advertir a Donald, pero de todos modos se encuentra en el ring con Pete. Otras apariciones: Huey, Dewey y Louie, Pete |                                                    |             |                         |

### 1954
| # | Título                                    | Director          | Estreno                 |
| --- | ----------------------------------------- | ----------------- | ----------------------- |
| 108 | Spare the Rod                             | Jack Hannah       | 15 de enero de 1954     |
| Donald está trabajando en el jardín, mientras que sus sobrinos se escabullen de cortar la leña para jugar. Donald usa sus típicas tácticas de mano dura para enviar a sus sobrinos a hacer sus tareas. Un pequeño profesor llamado "Psicólogo Infantil" aparece como conciencia de Donald, y le convence para que se una a los juegos, usando el juego para que los niños hagan las tareas. Tres caníbales, que se han escapado de un circo, ven a Donald y piensan en cocinarle. Donald confunde a los caníbales con sus sobrinos jugando y les sigue el "juego" metiéndose en una olla con agua hasta que sus sobrinos aparecen, y se da cuenta de que los otros tres son caníbales reales. Sus sobrinos huyen asustados mientras los caníbales intentan cocinar a Donald, hasta que uno de los caníbales muerde a Donald para "saborearlo", haciendo que Donald pierde los estribos y azota a los caníbales, quienes huyen. Donald vuelve a hacer que sus sobrinos corten la leña, y harto del Psicólogo Infantil, termina azotándole a él también. Otras apariciones: Huey, Dewey y Louie, Psicólogo Infantil, Caníbales |                                           |                   |                         |
| 109 | Donald's Diary (El diario de Donald)      | Jack Kinney       | 13 de febrero de 1954   |
| Donald está escribiendo en su diario y narrando (con una voz bastante sofisticada) sobre su romance con Daisy. En San Francisco, Donald conoce a Daisy Duck y los dos se enamoran. Tras salir juntos, Donald decide casarse con ella. Mientras se queda dormido, sueña que se casa con Daisu, y que después de la luna de miel su matrimonio se vuelve amargo. Daisy toma todo su dinero y quema sus comidas. Daisy invita a toda su familia a cenar sin dejar nada a Donald. A medida que Daisy le acumula más y más tareas, Donald se cansa y explota como una bomba. Daisy despierta suavemente a Donald, quien grita de horror y sale corriendo para unirse a la Legión Extranjera Francesa. Otras apariciones: Pata Daisy, Hermanos de Daisy (interpretados por Huey, Dewey y Louie), Madre de Daisy, Padre de Daisy |                                           |                   |                         |
| 110 | Dragon Around (Un dragón anda cerca)      | Jack Hannah       | 16 de julio de 1954     |
| Chip y Dale se asustan al ver la sombra de un dragón, el cual es en realidad una excavadora conducida por Donald, quien debe abrir un camino para una nueva carretera. Al tener que quitar del medio el árbol de Chip y Dale, las ardillas se enfrentan al "dragón", vistiéndose Chip como un caballero medieval mientras Dale hace de su corcel. Donald les sigue el juego para divertirse, atacándoles con la excavadora. La batalla digue, hasta que Donald atrapa a las ardillas y se dispone a derribar el árbol, pero tras escapar, Chip y Dale desatornillan la excavadora, destrozándola. Donald pretende librarse del árbol de una vez por todas utilizando dinamita, pero las aridllas terminan usando los explosivos contra Donald. Otras apariciones: Chip y Dale |                                           |                   |                         |
| 111 | Grin and Bear It (Donald y Humphrey)      | Jack Hannah       | 13 de agosto de 1954    |
| El Pato Donald llega al parque nacional Brownstone. El guardabosques del parque, J. Audubon Woodlore, les pide a los osos que participen con los turistas, pero nada de robos. Humphrey decide emparejarse con Donald particularmente por el jamón asado que tiene. Cuando Donald no recompensa al oso con su comida, Humphrey intenta una variedad de medios para tener el jamón, finalmente captando la atención de Donald al acostarse en el camino fingiendo que Donald lo atropelló. Después de que Donald paga con la comida, se da cuenta del plan y lucha con Humphrey. Después de que el guardabosques hace que Donald y Humphrey limpien el desorden resultante, él también se da cuenta del jamón y se va con él, pero Donald y Humphrey lo regañan. Otras apariciones: El Oso Humphrey, J. Audubon Woodlore (debut del personaje), Osos de Brownstone |                                           |                   |                         |
| 112 | The Flying Squirrel (La ardilla voladora) | Jack Hannah       | 12 de noviembre de 1954 |
| Donald tiene un carrito de cacahuetes en un parque. Una ardilla voladora aparece y Donald la recluta para ayudar a atar su letrero a un árbol con la promesa de un cacahuete. Sin embargo, el cacahuete que le da Donald resulta malo y no le da otro. Esto hace que la ardilla comience una batalla con Donald. Otras apariciones: Ardilla Voladora |                                           |                   |                         |
| 113 | Grand Canyonscope (Gran Cañonoscopio)     | C. August Nichols | 13 de diciembre de 1954 |
| J. Audubon Woodlore hace de guía para un grupo de turistas en el Gran Cañón, entre los cuales se encuentra el Pato Donald, quien no para de hacer acciones por las que Audubon le regaña. Mientras Audubon y los turistas recorren el Gran Cañón en burros, Donald no para de hacer fotos con flash, y una de ellas termina dejando a su burro sin visión, haciendo que se desoriente y se separe del grupo, hasta que termina haciendo caer a Donald a la zona donde están los turistas. Al ver Audubon que Donald ha perdido su burro le acompaña para buscarlo, y al pensar que se encuentra dentro de una cueva, terminan descubriendo que se trata de un león, el cual empieza a perseguir a Adubon, y después a Donald. Tras una persecución entre los tres, terminan haciendo que todas las rocas del Gran Cañón caigan, dejándolo totalmente cubierto de piedra. Al ser lo ocurrido culpa de Donald y el león, Adubon les hace dejar el Gran Cañón tal como estaba, comenzando los dos a cavar en el lugar. Otras apariciones: J. Audubon Woodlore, Louie el Puma Notas: Primer cortometraje filmado en Cinemascope, siendo el segundo cortometraje animado de Walt Disney Productions en este formato (después de Toot, Whistle, Plunk and Boom). |                                           |                   |                         |

### 1955
| # | Título                              | Director    | Estreno                  |
| --- | ----------------------------------- | ----------- | ------------------------ |
| 114 | No Hunting                          | Jack Hannah | 14 de enero de 1955      |
| Donald disfruta de una comida lujosa bajo un gran retrato de su abuelo pionero. El narrador señala que la vida de Donald es significativamente más fácil que la de su antepasado, que tuvo que cazar para sobrevivir. Donald entonces ve que la temporada de caza comienza al día siguiente y, poseído por el espíritu de su abuelo, decide participar. Mientras dura la temporada de caza, el bosque se convierte en un lugar caótico para los cazadores. Otras apariciones: Abuelo de Donald; cameo de Bambi y su madre Notas: Nominada para Óscar al mejor cortometraje animado |                                     |             |                          |
| 115 | Bearly Asleep (Dormido como un oso) | Jack Hannah | 19 de agosto de 1955     |
| Donald es un guardabosques, y al terminar la temporada de turismo, envía a todos los osos a hibernar en su cueva. Pero debido a sus ronquidos, Humphrey termina siendo expulsado de la cueva por los demás osos. Buscando refugio, termina en la casa de Donald, donde entra fingiendo estar sonámbulo para dormir en su cama. Donald termina echándolo de su casa, y sella las entradas, pero Humphrey logra entrar gracias a que consigue quitar el cristal de la ventana. Una vez dentro, intenta esconderse en varios rincones para que Donald no le descubra, pero al ver que ha vuelto comienza a perseguirle hasta que le expulsa de nuevo, lanzándole también un osito de peluche, gracias al cual a Humphrey se le ocurre la idea de hacerse pasar por un bebé oso abandonado frente a la cueva de los osos. Gracias a ello, consigue que los demás osos le metan en la cueva, los cuales terminan sin poder dormir por culpa de sus ronquidos. Otras apariciones: El Oso Humphrey, Osos de Brownstone |                                     |             |                          |
| 116 | Beezy Bear (El oso y las abejas)    | Jack Hannah | 2 de septiembre de 1955  |
| Donald es apicultor, y descubre al Oso Humphrey intentando robarle la miel, y le persigue hasta que Humphrey se esconde bajo el agua del estanque. Al contarle la situación al Guarda Audubon, este le pregunta cual de sus osos puede ser el culpable, pero a Donald todos los osos le parecen iguales. Audubon explica a los osos que deben respetar el límite que hay entre el parque natural y la granja de Donald. Sin embargo, Humphrey no puede resistirse a ir en busca de la apetitosa miel. Humphrey intenta entrar varias veces para deshacerse de las abejas, pero ellas siempre le persiguen hasta que él se esconde bajo el agua del estanque. Después intenta usar una manguera para comerse la miel, pero es atrapado por Donald, quien la conecta al grifo de agua para darle un escarmiento. En ese momento llega Audubon, quien le quita la manguera a Humphrey, por lo que Donald se la quita a Audubon para que no le salpique a él, finalmente terminando los tres salpicados por la manguera y cayendo en el estanque. Otras apariciones: El Oso Humphrey, J. Audubon Woodlore, Osos de Brownstone; cameo de Spike la Abeja en la pantalla de título |                                     |             |                          |
| 117 | Up a Tree (Subido a un árbol)       | Jack Hannah | 23 de septiembre de 1955 |
| Donald es leñador, pero el árbol que tiene como objetivo resulta ser el hogar de Chip y Dale, quienes le dan a Donald muchos problemas para cortar el árbol. Finalmente logra cortarlo, pero las astutas ardillas se vengan del rompehogares. Otras apariciones: Chip y Dale |                                     |             |                          |

### 1956
| # | Título                           | Director    | Estreno               |
| --- | -------------------------------- | ----------- | --------------------- |
| 118 | Chips Ahoy (Ardillas a la vista) | Jack Kinney | 24 de febrero de 1956 |
| Chip y Dale están hambrientos en su casa del árbol cuando notan una gran cantidad de bellotas en una isla en un lago. Para llegar a la isla, toman prestado un modelo de barco en miniatura de Donald para navegar. El furioso Donald, sin embargo, no aprecia que le roben su barco y hace varios intentos para recuperarlo y frustrar su plan para llegar a su paraíso de bellotas. Pero Chip y Dale siempre están un paso por delante de Donald. Otras apariciones: Chip y Dale |                                  |             |                       |

### 1961
| # | Título                     | Director       | Estreno             |
| --- | -------------------------- | -------------- | ------------------- |
| 119 | The Litterbug (El chinche) | Hamilton Luske | 21 de junio de 1961 |
| El Pato Donald es usado como ejemplo de varios tipos de chinches que, consciente o inconscientemente, tiran basura dondequiera que van. Otras apariciones: Narrador (voz); cameo de Huey, Dewey y Louie |                            |                |                     |

### 2024
| # | Título                                     | Director  | Estreno            |
| --- | ------------------------------------------ | --------- | ------------------ |
| 120 | D.I.Y. Duck (La bombilla y el Pato Donald) | Mark Henn | 9 de junio de 2024 |
| Donald intenta hacer algunas reparaciones en su casa, pero tras varios fallos, se ve incapaz de controlar su temperamento. |                                            |           |                    |

## Medios domésticos
Las caricaturas fueron lanzadas en varias formas de medios domésticos, con películas seleccionadas lanzadas en VHS, laserdisc y luego en DVD. Desde 2010, varios de los cortometrajes comenzaron a estar disponibles en servicios digitales.
Hasta el momento, el único lanzamiento en medios domésticos de toda la serie es en los volúmenes de la colección en DVD "Walt Disney Treasures". La mayor parte de la serie siendo lanzada en cuatro volúmenes de dos discos cada uno: "Todo sobre Donald, Volumen Uno" (2004), "Todo sobre Donald, Volumen Dos" (2005), "Todo sobre Donald, Volumen Tres" (2007), y "Todo sobre Donald, Volumen Cuatro" (2009). Los volúmenes también incluyen varios cortometrajes protagonizados por Donald fuera de la serie Donald Duck, como The Wise Little Hen (1934) de la serie Silly Symphony, Donald y Pluto (1936) de la serie Mickey Mouse, y varias caricaturas de propaganda, educativas, y comerciales que Donald protagonizó. Dos cortos de la serie Donald Duck, Der Fuehrer's Face (1943) y The Spirit of '43 (1943), no están presentes en los volúmenes de "Todo sobre Donald", en su lugar siendo incluidos en el volumen "Walt Disney on the Front Lines" (2004), el cual también incluía los demás cortometrajes con temática de la Segunda Guerra Mundial protagonizados por Donald.